# 戸馳島
戸馳島（とばせじま）は、八代海の北部に浮かぶ島である。
熊本県宇城市に属する。2005年の合併以前は宇土郡三角町の一部であった。本項では同区域に所在した宇土郡戸馳村（とばせむら）についても述べる。

## 概要
八代海の北部に位置する有人島。北側にあるモタレノ瀬戸を挟んで宇土半島が、西南側にある蔵々瀬戸を挟んで維和島（上天草市）がある。
江戸末期に島南部を干拓し、片島新地が形成された。1889年（明治22年）4月1日、町村制の施行に伴い、戸馳村が単独で自治体を形成。1955年（昭和30年）2月1日に戸馳村が三角町・郡浦村・大岳村と合併して三角町が発足。同町の大字となった。1973年5月に落成した戸馳大橋によって、九州と陸続きとなった。2005年（平成17年）1月15日、三角町が不知火町・下益城郡松橋町・小川町・豊野町と合併して宇城市が発足。同市三角町戸馳となる。

## 施設
- 宇城市立戸馳小学校 - 2005年に閉校。

## 交通

### 道路
- 橋
  - 戸馳大橋（宇土半島との間のモタレノ瀬戸に架かる）[1]
  - 橋の老朽化等に伴い、現在の橋の東側に新しい橋が建設され、2019年3月30日に開通した[5]。

### 水上交通
- 野崎港

三角町営の交通船が三角港との間で運航されており、最大3本の路線があった。2000年代に入っても博洋丸一隻のみ就航中であったが、2013年6月に路線廃止となった。

## 観光名所
- 若宮海水浴場[7]
- 浜ン洲貝塚 - 縄文時代の貝塚。1962年に発見され、縄文時代後期の土器や人骨が出土した[8]。

## 産業
島嶼特有の海洋性気候を活かし、農水産業が発展してきた。1973年の戸馳大橋の開通以降、キンギョソウ、マーガレットなどの花卉栽培が盛んとなった。島内の農業法人「宮川洋蘭」の転作を機に洋ラン栽培が広がり、「洋ランの島」と呼ばれている。また、島の北東部ではミカンや甘夏の栽培も行われているほか、西南部でアサリやクルマエビの養殖も行われている。